# حيود

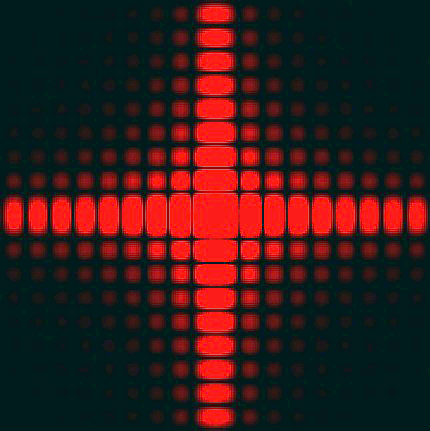
النقش الضوئي المكثف على شاشة نتيجة لانحراف الضوء في حيز مربع الشكل

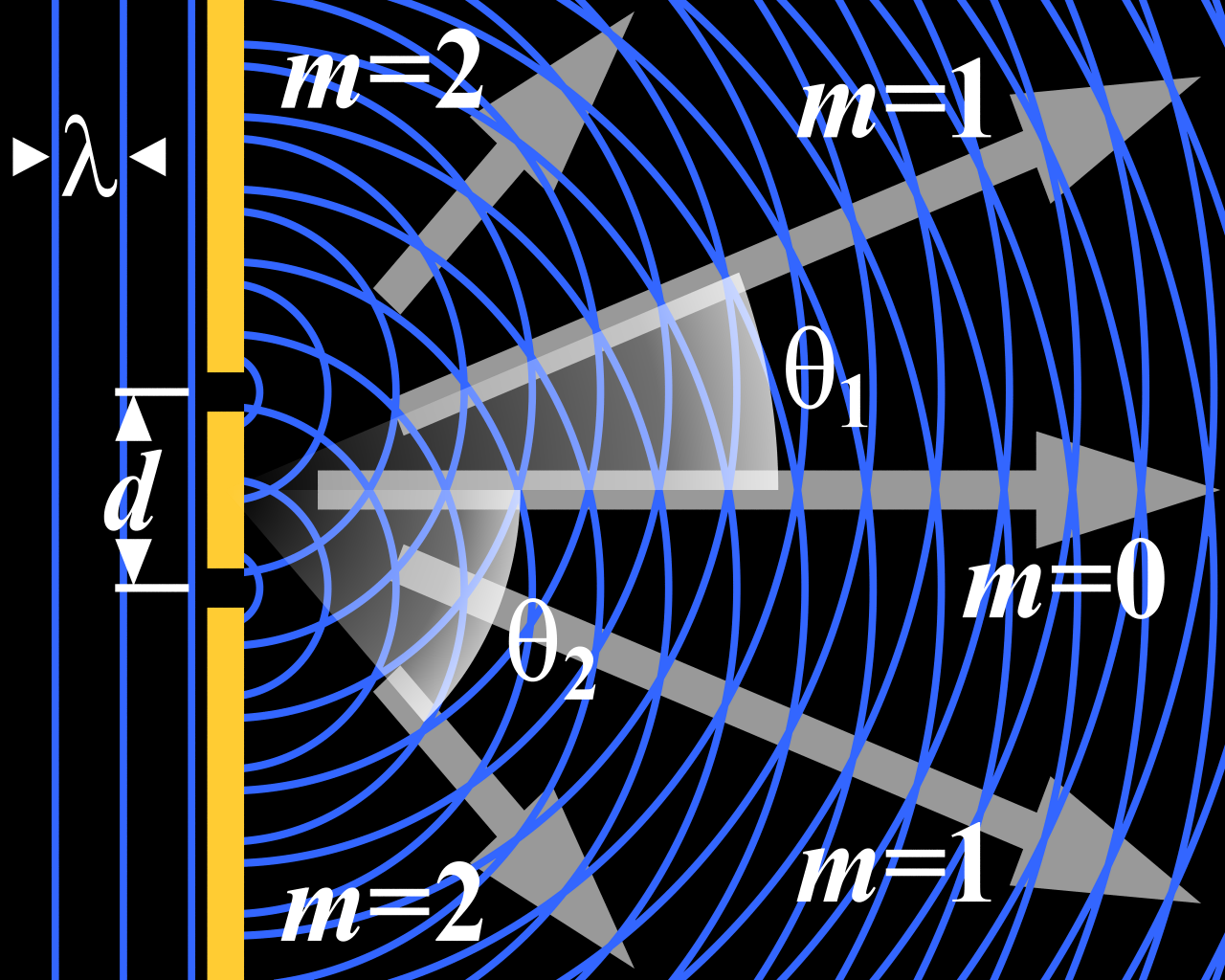

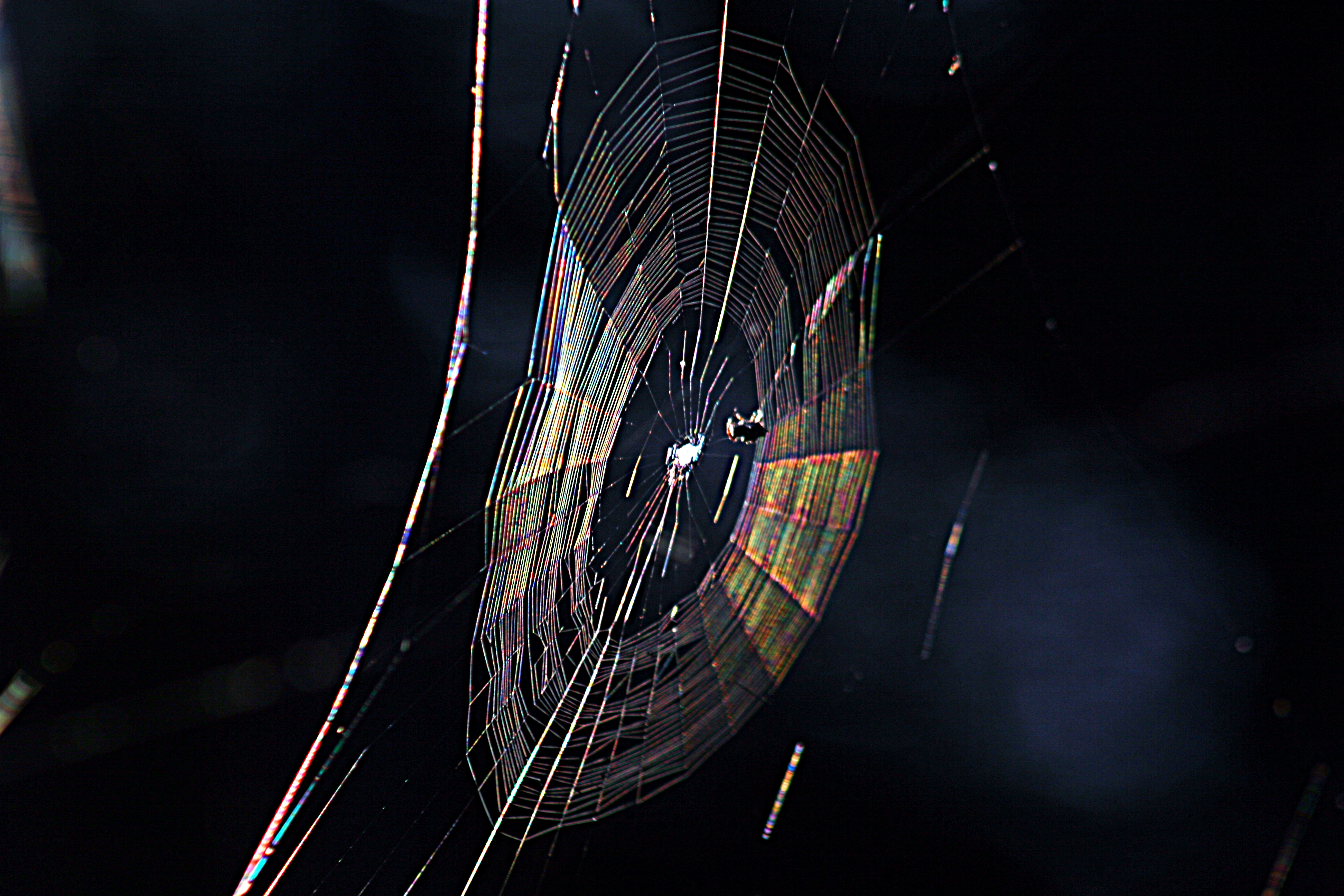
الألوان التي على بيت العنكبوت نتيجة لانحراف الضوء طبقا لبعض النظريات. [http://www.itp.uni-hannover.de/~zawischa/ITP/spiderweb.html

انحراف أو حُيود الضوء يشير في العادة إلى ظواهر طبيعية عديدة تحدث عند اصطدام موجة (ضوئية أو صوتية)بعائق وتوصف بانها انحناء شديد الوضوح للموجات حول عوائق صغيرة وانتشار الموجات من خلال فتحات صغيرة. تأثيرات شديدة الشبه تحدث عند حدوث تعاقب في خصائص الوسيط الذي تنتقل به الموجة، على سبيل المثال انحراف قرينة الانكسار لموجات الضوء أو ملف الممانعة الصوتي بالنسبة للموجات الصوتية ويمكن الإشارة لهذه الظواهر بالانحراف الضوئي. يحدث انحراف الضوء مع كل الموجات بما يشمل الموجات الصوتية والموجات الضوئية والموجات الكهرومغناطيسية مثل الضوء المرئي وآشعة أكس وموجات الراديو. وتحدث ظاهرة الحيود أيضا مع الجسيمات الأولية مثل الإلكترون والنيوترون حيث أن الجسيمات الأولية لديها خصائص موجية، فحيود الضوء يحدث أيضا مع المادة ويمكن أن يُدرس طبقاً لميكانيكا الكم.
ويحدث حيود الضوء عند تداخل الموجات الضوئية المنتشرة بعد مرورها من خلال فتحتين أو أكثر، ويلاحظ تأثيراته على وجه الخصوص عندما تكون طول موجة الأشعة مقاربة أومساوية للمسافات بين أنظمة الجسيمات المنحرفة عليها. وتتولد النماذج النظامية نتيجة تداخل الموجات الضوئية فتشتد كثافتها عند نقطة وتقل كثافتها عند أخرى. يتسم تداخل الموجات الضوئية ذات طول موجة واحدة بنوعين من التداخلات. تداخل تتطابق فيه الموجتان بحيث تنطبقان مع بعضهما فيتقابل قمة موجة مع قمة الموجة الأخرى فتشتد شدتهما ويعرف هذا بالتداخل البنـّاء، ويحدث التداخل الثاني بين الشعاعين عندما تتقابل قمة موجة مع قاع للموجة الأخرى فتمحي كل موجة الأخرى وتختفيان. أي لاتظهر لهما صورة. وهذا النوع من التداخل يسمى التداخل الهدام.والنتيجة العامة أن نري صورة النموذج كشكل هندسي، يظهر فيه نقاط شديدة الضوء، ونقاط أخرى لا يأتي الضوء عليها. إنها خاصية موجية. وتشاهد كثيرا مع أنظمة ألبلّورات ويمكن بدراستها تعيين الشكل البلوري للمادن، فمنها ذو بلورة مكعبة ومنها ذو بلورة مسدسة، أو مستطيلة وغيرها.

## كيف يحدث الحيود
يحدث الحيود في كل الموجات وفي كل الأوقات. ولفهم السبب الذي يجعل الحيود مرئيًا حينما يكون حجم العائق قريبًا من طول الموجة الحائدة، على الشخص أن يفهم كلاً من الحيود والتداخل.
أوضح كريستيان هايجنز، العالم الهولندي، القاعدة التي تفسر سبب حدوث الحيود. وطبقًا لهذه القاعدة فإن كل نقطة على سطح الموجة هي منبع لموجات صغيرة تتحرك نحو الخارج في جميع الاتجاهات. ولإيجاد مجموع الموجات الواصلة إلى منطقة ما، يجب أن تؤخذ بعين الاعتبار كافة الموجات الصغيرة التي تصدم المنطقة. فإذا وصلت قمتا موجتين صغيرتين إلى نقطة ما في الوقت نفسه، فإنهما تقوِّيان بعضهما بعضًا، ويطلق على هذه الحالة التداخل البناء، وتكون الموجة الناتجة كبيرة. وإذا وصلت قمة موجة ما إلى نقطة ما في نفس الوقت الذي تصل فيه قاع موجة أخرى، فإن الموجتين تبطلان بعضهما بعضًا. ويطلق على هذه الحالة التداخل الهدام، وتكون الموجة الناتجة صغيرة أو معدومة. التداخل.
يسير شعاع الضوء في اتجاه مستقيم لأن تأثيرات الحيود خارج الشعاع تكون معدومة نتيجة التداخل الهدام. وتنتشر الموجات الصغيرة عند حافة الشعاع، ولكن أغلب الضوء يسير في اتجاه مستقيم مع الشعاع. وعندما يمر الضوء ضمن فتحة دقيقة، فإن التداخل يحدث فقط بين الموجات الصغيرة الخارجة من الفتحة. وتنتج هذه الموجات الصغيرة نمط حيود، لأن معظم التداخل الهدام قد تم استبعاده.
يمكن أيضًا ملاحظة حيود الضوء الصادر من منبع ضوئي دقيق جدًا، إذا تمت إزالة بعض الضوء وبالتالي تداخله. فالقرص الموضوع على مسار منبع ضوئي يوقف الموجات الصغيرة التي تنشأ خلف القرص. وعند النقاط التي تقع وراء القرص، فإن الموجات الصغيرة المهملة تكون مفقودة، ليس فقط ضمن ظل القرص، ولكن أيضًا خارج الظل، حيث يتحتم تداخلها بشكل بناء. ويتألف نموذج الظل المتشكل على شاشة خلف القرص من سلسلة من الحلقات المتناوبة من الضوء والظلمة ضمن منطقة الظل وحولها. وتتشكل نقطة مضيئة في مركز الظل لأن كل الموجات في تلك المنطقة تتداخل تداخلاً بناءً، وتقوم بذلك لأنها تكون قد اجتازت جميعاً المسافة نفسها من حافة القرص.لأحماض النووية.

## استعمالات الحيود
استُعمل حدوث الحيود اختبارًا لمعرفة ما إذا كانت الأشياء المختلفة موجات أم لا. فحيود الأشعة السينية، بوساطة البلورات مثلاً أقنع العلماء أن الأشعة السينية موجات. ويعتمد نمط حيود الأشعة السينية على شكل وتوزع الذرات في المادة الحائدة. وهذه الحقيقة قد استعملت لدراسة تركيب البلورات بوساطة حيود الأشعة السينية، ولكشف تركيب البروتينات
الفرق بين حيود الضوء وتداخل الضوء:
- تداخل الضوء:

ظاهرة التداخل في الضوء من الظواهر التي لا يمكن تفسيرها بالنظرية الجسيمية لنيوتن مثلها مثل ظاهرتي الحيود والاستقطاب وعند دراسة التداخل أثبت فرينل الطبيعة الموجية للضوء وبرهن أن الشعاع الضوئي عبارة عن موجات عرضية
- حيود الضوء:

ظواهر طبيعية عديدة تحدث عند اصطدام موجة (ضوئية أو صوتية)بعائق وتوصف بانها انحناء شديد الوضوح للموجات حول عوائق صغيرة وانتشار الموجات من خلال فتحات صغيرة.. وللحيود دور في الطب مثل حيود الاشعة السينية ولها دور أيضا في علم الفلك ومنها حيود الضوء الذي يتشكل به قوس المطر .

## أمثلة على الحيود في حياتنا اليومية
يمكن مشاهدة حيود الضوء في حياتنا اليومية. من الأمثل المعهودة لحيود (انحراف) الضوء : الأقراص المدمجة (CD & DVD) حيث يوجد بها حزازات (مسارات) دائرية متقاربة وعند سقوط الضوء عليها ينعكس الضوء إلينا في شكل قوس قزح المألوف . وذلك يحدث بسبب حيود الموجات الضوئية عليه حيث أن المسافات بين الحزازات مقاربة لطول الموجات الضوئية . يمكن استغلال هذه الظاهرة في إنتاج حاجز مشبك ذو تصميم مشابه لحزازات القرص يمكن به إنتاج أية انحراف (حيود) موجي مرغوب . الذواكر ثلاثية الأبعاد على كروت الائتمان هي أمثلة على ذلك . الحيود الضوئي يحدث أيضا في الغلاف الجوي حيث تنحرف الأشعة عند اصتدامها بذرات الهواء حول مصدر الضوء يمكنها أن تحدث حلقات لامعة متتالية ضوئية حول مصدر ضوء ساطع كالشمس أو القمر .وتبدو لنا تلك الحلقات حول القمر خصوصا في وجود السحب الخفيفة أو الضباب.
يمكن للحيود أن يحدث لأية نوع من الموجات، موجات البحار يحدث لها حيود (انحراف) حول حواجز الماء والعوائق الأخرى، الموجات الصوتية يمكنها الحيود حول الأشياء، وهذا سبب استطاعتنا سماع شخص ما بينما نحن خلف حائط على ناصية . الحيود يمكن استخدامه أيضاً في بعض التطبيقات التقنية فهو يضع حدودا أساسية لدرجة نقاء صور الكاميرا والتليسكوب أو الميكروسكوب.
- الأقراص المدمجة (CD & DVD) يوجد بها مسارات دائرية متقاربة تتصرف كحاجز مشبك للانجراف الضوئي لتشكل لنا القوس القزحي المألوف على الأقراص المدمجة، يمكن لهذا المبدأ أن يمتد إلى هندسة حاجز مشبك بتصميم مشابه يمكنه أنتاج أية انحراف (حيود) موجي مرغوب، الذواكر ثلاثية الأبعاد على كروت الأتمان هو مثال حي على ذلك، الانحراف الضوئي في الغلاف الجوي عن طريق ذرات صغيرة يمكنها أن تحدث حلقة لامعة لتكون مرئية حول مصدر ضوء ساطع كالشمس أو القمر . يمكن للحيود أن يحدث لأية نوع من الموجات، موجات البحار يحدث لها انحراف حول حواجز الماء والعوائق الأخرى، الموجات الصوتية يمكنها الحيود حول الأشياء، وهذا سبب استطاعتنا سماع شخص ما بينما نحن خلف شجرة، الحيود يمكن استخدامه أيضاً في بعض التطبيقات التقنية فهو يضع حدود أساسية درجة نقاء الكاميرا والتليسكوب أو الميكروسكوب .

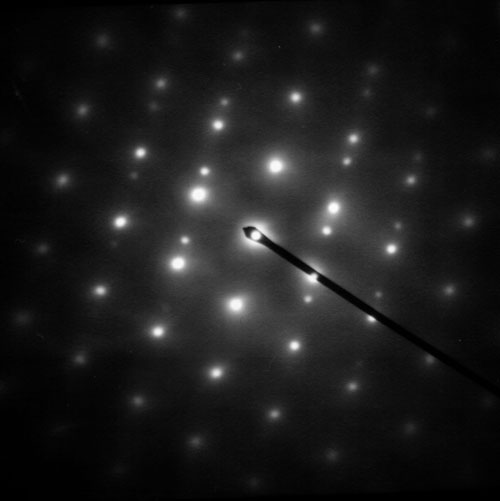
حيود الأشعة السينية على بلورة من الحديد.

- يستخدم حيود الإلكترونات وحيود الأشعة السينية لتعيين البناء البلوري للمواد . كما يستعمل حيود النيوترونات لتعيين مواقع ذرات الهيدروجين في بلورات المركبات . أي أنها مكملة لحيود اشعة إكس حيث تنعكس أشعة إكس على الذرات الثقيلة وتعين مواقعها في البلورة، ثم نجري حيود النيوترونات على عينة المركب فتنعكس موجات النيوترونات على ذرات الهيدروجين الخفيفة وتعين أماكنها في البناء البلوري.
- ظاهرة الحيود هي ظاهرة مميزة للموجات سواء كانت موجات مائية أو صوتية أو كهرومغناطيسية أي ضوئية.

وقدرة الإلكترونات والنيوترونات على الحيود على منظومات الذرات تنبع من الخاصية الموجية للإلكترونات والنيوترونات.

## تاريخ الحيود

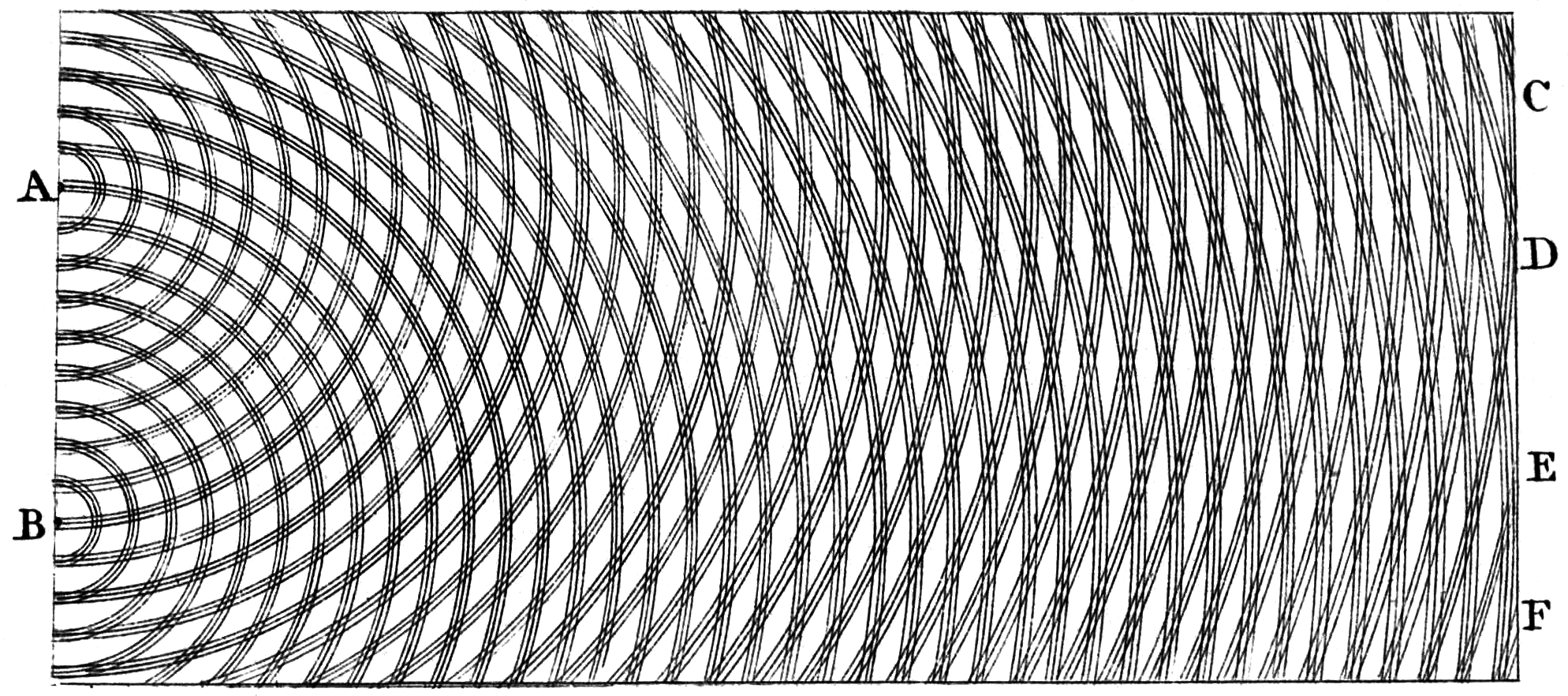
رسم تخطيطي لتوماس يونغ عن مقطع طولي لحيود الشقين للضوء، والذي قدمه الى الجمعية الملكية سنة 1803

التأثير الخاص بحيود الضوء تم رصده بعناية في البدء وتشخيصه من قبل فرانسيسكو ماريا جريمالدي، وهو نفسه من صاغ كلمة(Diffraction) بالأنجليزية من اللاتينية (diffringere) وتعني 'التكسير إلى قطع' إشارة إلى انكسار الضوء في مناطق شتى. تم نشر نتائج أبحاث جريمالدي بعد وفاته سنة 1665.  شارك إسحق نيوتن في دراسة هذه التأثيرات وعزاها إلى انعطاف شعاع الضوء. جيمس جريجوري لاحظ نموذج من انحراف الضوء على ريشة، والتي كانت بمثابة أول حاجز مشبك لانعطاف الضوء. سنة 1803 قام توماس يونغ بتجربة شهيرة حيث لاحظ تداخل موجتين قريبتي التباعد، وقام بتسجيلهم في مقطع طولي، واستنتج أن الضوء ينتشر كموجات. أجستين جين فريسنل قام بعمل دراسات أكثر دقة وجدية خاصة بحسابات انحراف الضوء. نشرت سنة 1815 وسنة 1818 أعطت دعما كبيرا لنظرية موجات الضوءوالتي طورت بواسطة العالم كريستسان هويجنزو عارضت نظرية نيوتن.

## ميكانيكا الانحراف الضوئي
ينشأ الأنحراف الضوئي بسبب طريقة انتشار الموجات، والتي تم شرحها في مبدأ هوجنز، تتصرف كل نقطة من نقاط مقدمة الموجة كمصدر ومركز لموجة جديدة، والسلوك التالي لمقدمة الموجة يحدد بجمع الموجات الصغيرة الصادرة عن نقاط مقدمة الموجة في اللحظة السابقة.

## اقرأ أيضا
- حيود الإلكترونات
- حيود النيوترونات
- حيود المسحوق